# Sonique
Sonique, właśc. Sonia Marina Clarke (ur. 21 czerwca 1965 w Londynie) – brytyjska piosenkarka i DJ.
Jako nastolatka Sonique podpisała kontrakt z niezależną wytwórnią Cool-Tempo Records, co zaowocowało wydaniem singli „Nothing to Lose” i „Find’em, Fool’em, Forget’em” z zespołem S’Express. W 2000 roku single „It Feels So Good” oraz „Sky” przyniosły jej sławę, podbijając wiele światowych list przebojów.

## Dyskografia

### Albumy
| Rok         | Tytuł                                               |
| ----------- | --------------------------------------------------- |
| 1998        | Fantazia British Anthems... Summertime              |
| 2000        | Serious Sounds of Sonique - In the Mix & On the Mic |
| Hear My Cry |                                                     |
| 2003        | Born to Be Free                                     |
| 2006        | On Kosmo                                            |
| 2011        | Sweet Vibrations                                    |

### Single
| Rok                          | Tytuł                               | Pozycja na liście | Pozycja na liście |
| Rok                          | Tytuł                               | LP3               | SLiP              |
| ---------------------------- | ----------------------------------- | ----------------- | ----------------- |
| 1985                         | „Let Me Hold You”                   | –                 | –                 |
| 1990                         | „Nothing to Lose”                   | –                 | –                 |
| 1991                         | „Find’em, Fool’em, Forget’em”       | –                 | –                 |
| 1998                         | „It Feels So Good”                  | –                 | –                 |
| 2000                         | „It Feels So Good” (ponownie)       | 18                | 1                 |
| 2000                         | „Sky”                               | –                 | 2                 |
| 2001                         | „I Put a Spell on You”              | –                 | 12                |
| 2003                         | „Can’t Make Up My Mind”             | –                 | 36                |
| 2003                         | „Alive”                             | –                 | 44                |
| 2004                         | „Another World”                     | –                 | –                 |
| 2005                         | „Why”                               | –                 | 24                |
| 2006                         | „Sleezy”                            | –                 | –                 |
| 2009                         | „Better Than That”                  | –                 | –                 |
| 2009                         | „World Of Change”                   | –                 | –                 |
| 2010                         | „Only You” (& Paul Morrell)         | –                 | –                 |
| 2011                         | „What You’re Doin” (& Paul Morrell) | –                 | –                 |
| 2017                         | „Don’t Put Me Down”                 | –                 | –                 |
| 2017                         | „Feels So Good” (vs. Ramiro)        | –                 | –                 |
| 2018                         | „Melody” (& Mauro Picotto)          | –                 | –                 |
| 2019                         | „Shake” (feat. Power of Muzik)      | –                 | –                 |
| „–” singel nie był notowany. |                                     |                   |                   |